# Steven Nagel
Steven Ray Nagel (Canton, 27 ottobre 1946 – Columbia, 21 agosto 2014) è stato un astronauta statunitense. Ha partecipato alle missioni spaziali Shuttle STS-51-G, STS-61-A, STS-37 e STS-55 di cui una come specialista di missione, una come pilota e due come comandante, tra il 1985 e il 1993.